# David Dias Pimentel
David Dias Pimentel (* 18. März 1941 in São Miguel; † 16. März 2021 in São João da Boa Vista, Brasilien) war ein portugiesischer Geistlicher und römisch-katholischer Bischof von São João da Boa Vista.

## Leben
David Dias Pimentel, jüngstes von zehn Kindern, wurde auf São Miguel auf den Azoren in Portugal geboren und kam als Seminarist nach Brasilien. 1963 begann er sein Philosophiestudium am Priesterseminar von Ipiranga und 1965 sein Theologiestudium an der Päpstlichen Universität Gregoriana in Rom. Er empfing am 21. Dezember 1969 in São João da Boa Vista die Priesterweihe. Er hatte zahlreiche Ämter in der Diözesanverwaltung inne, darunter auch Professor und Regens des Priesterseminars. 1986 wurde er Pfarrer der Kathedrale Nossa Senhora da Conceição in Guarulhos. Von Mai bis Dezember 1991 war er während der Sedisvakanz Diözesanadministrator und später Generalvikar des Bistums Guarulhos.
Papst Johannes Paul II. ernannte ihn am 11. Dezember 1996 zum Weihbischof in Belo Horizonte und Titularbischof von Marazanae. Der Erzbischof von Belo Horizonte, Serafím Fernandes de Araújo, spendete ihm am 31. Januar des nächsten Jahres die Bischofsweihe; Mitkonsekratoren waren José de Aquino Pereira, Bischof von Rio Preto, und Luiz Gonzaga Bergonzini, Bischof von Guarulhos. Sein bischöflicher Wahlspruch lautete: Ministrare, Non Ministrari (lateinisch Dienen, nicht sich bedienen lassen), nach einem Wort Jesu aus dem Markusevangelium (Mk 10,45 ).
Am 7. Februar 2001 wurde David Pimentel zum Bischof von São João da Boa Vista ernannt und am 25. März desselben Jahres in das Amt eingeführt. Papst Franziskus nahm am 28. September 2016 seinen altersbedingten Rücktritt an.
David Dias Pimentel starb zwei Tage vor seinem 80. Geburtstag im Spital Maternidade da Unimed in São João da Boa Vista nach intensivmedizinischer Behandlung an den Folgen einer SARS-CoV-2-Infektion.